# Drosophila pullipes
Drosophila pullipes este o specie de muște din genul Drosophila, familia Drosophilidae, descrisă de Hardy și Kaneshiro în anul 1972. Conform Catalogue of Life specia Drosophila pullipes nu are subspecii cunoscute.